# Thecus
Thecus Technology Corp（シーサス・テクノロジー）は、台湾のネットワークストレージ(NAS)とネットワークビデオレコーダー(NVR)ソリューションを展開する会社。2004年設立。
家庭用から業務用までの幅広い層に対し、外付け及びクラウドベースでのデジタ ルデータの保存、管理、アクセスの支援をする。
2016年5月に鴻海グループのエノコンが株式6割を取得したことにより、鴻海グループの一員となる。
アメリカ（カリフォルニア）、オランダ、ドバイに支社がある。

## 製品
ビジネスユーザー向けのwindows NASおよび家庭ユーザー向けのLinx NASがある。

### 大企業 - ラックマウント
- N16910SAS
- N16850
- N16000PRO
- N12910SAS
- N12910
- N12850
- N12850L
- N12850RU
- N12000PRO
- N8900PRO
- N8900

### 大企業 - タワー
- TopTower N10850
- TopTower N8850
- TopTower N6850PLUS
- TopTower N6850

### SMB - ラックマウント
- N8880U
- N8880U-10G
- N8810U-G
- N8810U
- N8800PRO v2
- N4510U PRO
- N4510U

### SMB - タワー
- N7770
- N7770-10G
- N7710-G
- N7710
- N7700PRO v2
- N7510
- N5810PRO
- N5810
- N5550
- N4810
- N4800Eco
- N2810PRO
- N2810PLUS
- N2810 (v2)
- N2800

### SOHO/ホーム
- N4560
- N4520
- N4310
- N2560
- N2520
- N2310

## 製品の受賞歴
世界各地で製品の評価がなされている。
- N4810:イギリスeTeknix 社より編集者推薦を得る[5]。
- W2810PRO:オーストラリアのThe Streaming Blogで4つ星を獲得[6]。
- N5810PRO:フランスのIT-Connectより“金賞”を受賞[7]。
- N4810:アメリカのGuru3D より、おすすめ度で5つ星を獲得[8]。

日本のITmediaにも、記事の掲載あり

## 代理店
- アーキサイト
- 株式会社UAC